# シャーロット・ビル

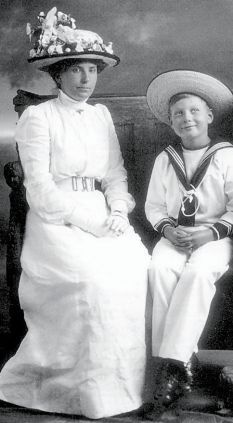
ジョン王子とシャーロット・ビル（ララ）

シャーロット・ジェーン「ララ」・ビル（英語: Charlotte Jane "Lala" Bill, 1875年-1964年）はイギリス人でヨーク公爵と公爵夫人、後のジョージ5世とメアリー王妃に乳母として仕えた。
公爵家の子女の養育係を務めると、最もちかく仕えた末子ジョン王子に付き添い、誕生の1905年から1919年に亡くなるまで献身的に介護した。

## 仕事
ビルは子女の養育係見習いとして1897年、ヨーク公爵家に雇われた。養育主任の下で働き始めると、子どもたちの扱いにショックを受けている。主任は公爵家に赤ん坊が生まれるたび、また手を焼かされると腹を立てた様子で、あまりの育児放棄に二男アルバートは病気になる。主任にはニューカッスル公爵夫人のもとで養育係補佐（Nursemaid）を務めた経歴があり、ヨーク公爵家の信頼は厚かった。ところがビルが懸念を上申したころ、主任は夫に去られ子もおらず、欲求不満と歪んだ母性本能に苦しんできたと明かされた。突然、主任は解雇され、ビルは1897年にその後任を拝命した。
公爵家の子女の成長につれ、最年少のジョン王子におそらく自閉症によって引き起こされたであろう学習障害が現れ、てんかんの発作をくりかえす王子を案じてビルはそばを離れられなくなる。ジョニー（王子の家族内の呼び名）は1913年にはサンドリンガムの別邸ヨークコテージで暮らしはじめ、兄たちは寄宿学校からサンドリンガムに戻ると本邸で過ごしていた。1917年には地所内の農場のウッドファームに新たにジョニー専用の住まいを整え、ビルもその引っ越しに従うと介護を続ける。
王子は第一次世界大戦終結後の1919年1月18日に重度のてんかん発作で亡くなる。ビルから電話で王子の逝去を知らされたメアリー王妃は夫君ジョージ5世とともにバッキンガム宮殿からウッドファームに向かい、息子と対面する。葬送はサンドリンガム教会でとりおこなわれ、ビルは参列を許された。ジョン王子は教会の墓地に同名でやはり夭逝した王子の隣で永眠する。

## ジョン王子の没後
晩年まで王子の思い出を大切にしたビルの話が伝わる。あるとき故ジョン王子の長兄ウィンザー公爵はビルを見舞い、家に足を踏み入れて最初にマントルピースに目をとめる。額縁が置かれ、幼いジョニー王子の写真を大きく引き伸ばしてあった。シャーロット・ジェーン・ビルは1964年12月13日にイギリスのバークシャー州メイデンヘッドの病院で亡くなる。89歳であった。

## レガシー
ジーナ・マッキーはジョン王子の伝記映画『The Lost Prince』でビル役を演じた（BBCテレビ、2003年）。
カレン・ハーパー著『The Royal Nanny』は王家の子女と過ごすシャーロット・ビル（ララ／ララ夫人）の伝記。

### 注
1. ↑  1895年生まれで愛称バーティ、後のジョージ6世。
2. ↑  母方の祖母アレクサンドラ王妃の末子アレクサンダー・ジョン王子（Prince Alexander John of Wales）は生後間もなく逝去した。

## 関連資料
本文の典拠ではないもの。出版年順。
- Poliakoff, Stephen (2004). The Lost Prince. London : Methuen〈Methuen screenplay〉, ISBN 0413773078, 9780413773074,OCLC 51109577. BBCドラマの脚本家・監督による書籍化。